# Alex Greenwood
Alex Greenwood   (Liverpool, 7 de setembre de 1993) és una futbolista anglesa que juga al Manchester City de la Women's Super League i amb la selecció d'Anglaterra. Tot i jugar principalment com a lateral esquerra, també pot jugar com a central i és considerada una especialista en jugades parades.
Anteriorment va jugar a l'Olympique Lyonnais de la Primera Divisió francesa, així com als clubs anglesos del Manchester United, Liverpool, Notts County i Everton, on va començar la seva carrera esportiva.

## Trajectòria
Greenwood ha jugat a la selecció de futbol d'Anglaterra des del 2014 i va ser nomenada la Jugadora Jove de l'Any de Super Lliga anglesa el 2012. Va marcar el seu primer gol amb la selecció d'Anglaterra el setembre de 2014 en la victòria per 10-0 contra la selecció de Montenegro.
A la Copa del Món Femenina de Futbol de 2015, va ser la jugadora convocada més jove de la selecció i va guanyar una medalla de bronze en vèncer la selecció d'Alemanya al partit pel tercer lloc.
Més endavant, Greenwood va ser seleccionada per a la Copa del Món de Futbol de 2019. El 23 de juny, va marcar el tercer gol d'Anglaterra en la victòria per 3-0 dels vuitens de final contra la selecció del Camerun, en què Anglaterra va acabar finalment quarta. Greenwood també va formar part de la selecció anglesa que va guanyar l'Eurocopa de Futbol de 2022, i de la Copa del Món Femenina de Futbol de 2023.